# Gogole Wielkie (gromada)
Gogole Wielkie – dawna gromada, czyli najmniejsza jednostka podziału terytorialnego Polskiej Rzeczypospolitej Ludowej w latach 1954–1972.
Gromady, z gromadzkimi radami narodowymi (GRN) jako organami władzy najniższego stopnia na wsi, funkcjonowały od reformy reorganizującej administrację wiejską przeprowadzonej jesienią 1954 do momentu ich zniesienia z dniem 1 stycznia 1973, tym samym wypierając organizację gminną w latach 1954–1972.
Gromadę Gogole Wielkie z siedzibą GRN w Gogolach Wielkich utworzono – jako jedną z 8759 gromad na obszarze Polski – w powiecie ciechanowskim w woj. warszawskim, na mocy uchwały nr VI/10/1/54 WRN w Warszawie z dnia 5 października 1954. W skład jednostki weszły obszary dotychczasowych gromad Gogole Wielkie, Konarzwo-Marcisze, Konarzewo-Mierniki, Morawka, Nieradowo, Obiedzino Górne(), Watkowo i Pajewo Wielkie (z wyłączeniem wsi Pajewo-Rżyski, Pajewo-Cyty i Pajewo-Szwelice) ze zniesionej gminy Gołymin w tymże powiecie. Dla gromady ustalono 11 członków gromadzkiej rady narodowej.
31 grudnia 1959 z gromady Gogole Wielkie wyłączono (a) wieś Morawka i kolonie Morawy-Laski, Morawy-Kopcie i Pajewo Wielkie, włączając je do gromady Nasierowo-Dziurawieniec oraz (b) wieś Nieradowo i kolonię Nieradowo-Dziarno, włączając je do gromady Kołaczków w tymże powiecie, po czym gromadę Gogole Wielkie zniesiono a jej (pozostały) obszar włączono do gromady Gołymin-Ośrodek tamże.